# Kibernetski kriminal v Sloveniji
Kibernetski kriminal v Sloveniji (tudi kiberkriminal ~) predstavlja zvrst kriminala v različnih tehniških ali računalniških sistemih oziroma vsako nezakonito, neetično ali neavtorizirano vedenje, ki zajema avtomatsko obdelavo podatkov in/ali prenos podatkov, kot pojem definira Organizacija za gospodarsko sodelovanje in razvoj; ki se dogaja, izvira ali cilja na računalniška ter telefonska omrežja v Sloveniji. Pojmovanje sicer ne zaobjema vseh pojavnih oblik, vendar pa je ta v splošnem z upoštevanjem elementov Konvencije o kibernetskem kriminalu opisan kot »uporaba informacijsko-komunikacijskih tehnologij za izvedbo kaznivih dejanj.« Oblike kibernetskih kriminalov so v neki meri v virtualno okolje prenesena tipična kazniva dejanja (npr. nadlegovanje, grožnje, kraja), računalnik ali računalniški sistem pa je lahko žrtev, storilec ali orodje kazenskega prekrška. Informacijska varnost je definirana kot zaščita podatkov pred nezakonitim dostopanjem, razkrivanjem, uporabo, spremembo ali uničenjem podatkov ne glede na njihovo obliko.

## Enote in ustanove za kibernetsko varnost v Sloveniji
Trenutno operativne zmogljivosti za odzivanje na kibernetske grožnje so porazdeljene med nacionalnim odzivnim centrom za omrežne incidente SI-CERT, Sektorjem za informacijsko varnost Direktorata za informatiko na Ministrstvu za javno upravo, Ministrstvom za obrambo, SOVA, Policiji, Uradom za informatiko in telekomunikacije in Centrom za računalniško preiskovanje Uprave kriminalistične policije. Koordinacijskega telesa v Sloveniji na tem območju ni, medsebojno sodelovanje posameznih organov ni formalizirano. Slovenija sodeluje na mednarodnih kibernetskih vajah.

### Javna uprava Republike Slovenije
Informacijsko in omrežno varnost v Sloveniji ureja Zakon o informacijski varnosti (ZInfV), ki ga je Državni zbor sprejel aprila 2018. V 28. členu ZinfV je kot odzivni center za obravnavo informacijskih incidentov odgovoren Slovenski nacionalni odzivni center za kibernetsko varnost (angleško Slovenian Computer Emergency Response Team, SICERT), ki pa je bil kot nosilec dejavnosti definiran že s sklepom vlade RS leta 2010.
Ta na lokalnem nivoju deluje v okviru slovenskega omrežja Akademske in raziskovalne mreže Slovenije (ARNES), hkrati pa je tudi del evropske mreže CSIRT (tega ureja direktiva NIS). SICERT financira Urad Vlade Republike Slovenije za informacijsko varnost (URSIV), slednji je bil ustanovljen 1. januarja 2020. Slednji je zadolžen za dviganje odpornosti na kibernetske grožnje, usklajuje operativne zmogljivosti sistema in koordinira čezmejne kibernetske operacije. 15. julija je bil ustanovljen tudi Urad Vlade Republike Slovenije za informacijsko varnost, ta deluje kot nacionalni koordinacijski center za kibernetsko varnost. Je tudi del Sveta za nacionalno varnost (SNAV). Slovenija se koordinira tudi z Agencijo Evropske unije za varnost omrežij in informacij. Poleg Arnesa s SICERT sodeluje tudi več ustanov, med drugim tudi SOVA ter posamezne tehniške fakultete in inštituti. Za nacionalni organ za kibernetsko varnost je bil določen Urad vlade RS za varovanje tajnih podatkov (UVTP). Kot izdajatelj digitalnih potrdil od leta 2001 v Sloveniji skrbi SI-TRUST (Državni center za storitve zaupanja).
Za delovanje državnega komunikacijskega omrežja (HKOM) je pristojen Direktorat za informatiko Ministrstva za javno upravo Republike Slovenije, znotraj Sektorja za informacijsko varnost pa deluje tudi SIGOV-CERT, odzivni center za obravnavo incidentov na sistemih javne uprave. Informacijsko varnost se izvaja v skladu z Uredbo o informacijski varnosti v državni upravi (sprejeta aprila 2018), varnostni ukrepi so podkrepljeni s pridobitvijo certifikata ISO/IEC 27001:2013. Ministrstvo prav tako skrbi za enotno informacijsko podporo, ta se izvaja prek Enotnega kontaktnega centra (EKC); ter obenem skrbi za digitalizacijo storitev javne uprave.

### Slovenska vojska
Kibernetsko varnost Slovenske vojske določa Srednjeročni obrambni program (SOPR 2016–2020), vendar pa se je kibernetski obrambni program v Sloveniji pričel že leta 2003 z uvedbo Natove direktive ACO 70-1. S porastom groženj je Ministrstvo za obrambo RS leta 2013 sprejelo Koncept kibernetske obrambe v obrambnem resorju ter leto kasneje z Ukazom za vzpostavitev zmogljivosti kibernetske skupine ustanovilo delovno skupino. Po Natovih zahtevah mora vsaka država članica imeti sistem CSDAC (angleško Cyber Defence 
Situational Awareness Capabilities), tega ima tudi Slovenija, ter da države organizirajo redna izobraževanja na to temo.
Leta 2022 bo po Srednjeročnem obrambnem programu 2022–2026 (SOPR 2022–2026) znotraj Obveščevalno-varnostne službe Ministrstva za obrambo Republike Slovenije (OVS) ustanovljen Kibernetski urad, do leta 2026 pa znotraj Ministrstva za obrambo še Uprava za kibernetsko obrambo. Do leta 2024 bo v okviru Slovenske vojske organizirana Enota za kibernetsko vojskovanje.

### Slovenska policija
Poleg omenjenih institucij ter slovenske policije imajo ključno vlogo pri preiskovanju kiberkriminala tudi slovenski Center za računalniško preiskovanje (neodvisen sektor slovenske policije). Znotraj slovenske policije je bila leta 2000 ustanovljena specializirana enota, od leta 2002 pa je nekaj računalniških kriminalistov zaposlenih tudi na ravni posameznih policijskih uprav. Od leta 2009, ki ga je zaznamovala spletna rast spletnih goljufij, je policija do leta 2013 zabeležila 837 vdorov v računalniške sisteme, ta se namreč obravnavajo kot kaznivo dejanje (glej odstavek kibernetska zakonodaja). Od leta 2015 je Slovenija zaradi porasta uporabe (tudi med mladostniki) interneta del Mednarodne zbirke gradiv s spolnimi zlorabami otrok. Istega leta je slovenska policija postala tudi del združenja ENLETS (The European Network of Law Enforcement Technology Services), ki širi in krepi nove tehnologije pri policijskem delu.

## Kibernetska zakonodaja
Na ozemlju Republike Slovenije ni vladnih omejitev o dostopanju do interneta ali drugih zanesljivih virov o vladnem nadzorovanju e-pošte ali pogovorov brez ustreznih sodnih izvršb. Ustava Republike Slovenije zagotavlja svobodo govora in tiska, a zakon tudi prepoveduje sovražni govor z nestrpnostjo kot tudi nasiljem vred. Zakonodaja kaznuje dejanja omalovaževanja. Ustava in zakoni prepovedujejo samovoljno vmešavanje v zasebnost, družino, dom ali korespondenco in vlada te prepovedi v praksi spoštuje.
Bitcoin v Sloveniji po mnenju Ministrstva za finance RS s 23. decembra 2013 ni niti valuta niti sredstvo. Za dobičke ne velja davek na dobiček, je pa obdavčeno rudarjenje kriptovalut.

### Splošni vidik kibernetskega kriminala v slovenski zakonodaji
Informacijsko in omrežno varnost v Sloveniji ureja Zakon o informacijski varnosti (ZInfV), ki ga je Državni zbor sprejel aprila 2018. Na mednarodni ravni, predvsem evropski, pa Slovenija sodeluje po pravilih Konvencije Sveta Evrope o kibernetski kriminaliteti, ki jo je Slovenija ratificirala leta 2004. Konvencija inkriminira tudi spletni rasizem in spletni homofobizem. Februarja 2017 je vlada potrdila nacionalno strategijo razvijanja varnega kibernetskega prostora, leta 2016 pa tudi kriptografsko strategijo. Septembra 2020 je bil tudi sprejet Zakon o dostopnosti spletišč in mobilnih aplikacij (ZDSMA), ki osebam z različnimi oblikami oviranosti zagotavlja dostop do spletnih strani in aplikacij državnih in lokalnih organov ter osebe javnega prava.
Kot neposredna računalniška kazniva dejanja slovenska zakonodaja definira tudi neupravičen dostop v računalniški sistem ali vdor v njega ter izdelovanje in pridobivanje orožja in pripomočkov namenjenih za kaznivo dejanje - pripomočke za vdor ali neupravičen vstop v informacijski sistem. Vse te prekrške definira Kazenski zakonik v 108., 221., ter 237. členu. Poleg direktnih vdorov v računalniške sisteme je z Zakonom o varstvu potrošnika (ZVPot-A) iz leta 2002 ter kasneje še Zakonom o elektronskih komunikacijah (ZeKOM) sankcionirano tudi razpošiljanje nekomercialne ter nenaročene elektronske pošte. Razpečevanje t.i. »spam« e-pošte sicer ni kaznivo dejanje, ga pa v nekaterih primerih obravnava Tržni inšpektorat RS. Zakoni so urejeni in skladni z mednarodnimi predpisi ter nacionalnimi in mednarodnimi akti. Za izvedbo predkazenskega in kazenskega postopka lahko pristojne oblasti tudi zasežejo elektronske naprave, zaseg regulira Zakon o predkazenskem postopku v 219. in 223. členu. Ker kibernetski kriminal nima meja samo znotraj Slovenije, ampak tudi drugje po svetu, ga lahko sankcionira samo Slovenija, saj slovenska ustava preprečuje izročanje slovenskih državljanov tretjim državam. 
Razširjanje pornografije, predvsem otroške, se dogaja največkrat preko interneta in je v Sloveniji od maja 2004 z razširitvijo Kazenskega zakonika v 173. členu obravnavano kot kaznivo dejanje ter posledično obravnavano kot sekundarni kibernetski oziroma računalniški kriminal. Kot preventivno dejavnost je Policija leta 2006 izdala zgibanko in začela s projektom »Varni na internetu«.
V statistike kibernetskega kriminala niso vključene spletne prevare ter spletno piratstvo oziroma neupravičeno ali nepošteno nalaganje tujih vsebin, ki je v Sloveniji kriminalizirano s 149. členom zakona o avtorskih in sorodnih pravicah (ZASP). Slovenska zakonodaja kot avtorsko delo obravnava tudi programsko opremo. Po analizah je zavedanje in dojemanje kibernetskih groženj in pripadajočih zakonov v Sloveniji pomanjkljivo. Pristojni organi od leta 2011 niso posodobili svojih zmožnosti navkljub šestkratnem povečanju kibernetskih groženj.

### Zdravstveni podatki
Zdravstveni podatki pacientov so po zakonu o varstvu osebnih podatkov (ZVOP) definirani kot občutljivi, enako so definirani v Listini Evropske unije o temeljnih pravicah. Varstvo osebnih podatkov zagotavlja tudi slovenska ustava. ZVOP za občutljive podatke v času prenosa preko komunikacijskih omrežij zahteva kriptiranje. Zbiranje in hrambo zdravstveno specifičnih osebnih podatkov v Sloveniji ureja Zakon o zbirkah podatkov s področja zdravstva (ZZPPZ). Ministrstvo za zdravje RS ima tako tri portale na nacionalni ravni, medtem ko bolnišnice razvijajo svoje sisteme, predvsem za potrebe lokalnega naročanja.
V enemu izmed lokalnih sistemov je bila leta 2017 ogrožena varnost hrambe, saj je programje namesto HTTPS protokola uporabljalo starejši in nevaren HTTP. S porastom uporabe mobilnih telefonov tudi v zdravstvu se poraja vse več varnostnih vprašanj, predvsem v zvezi s krajo identitet iz neustrezno zaščitenih podatkovnih baz bolnišnic.

## Statistika preiskanih incidentov v Sloveniji
Navedena so uradna števila preiskav po letih. Za preiskave je zadolžen SICERT.
| Tip incidenta \ Leto | Tip incidenta \ Leto               | 2008                    | 2009                    | 2010                    | 2011                    | 2012                    | 2013                    | 2014   | 2015   | 2016         | 2017         | 2018   |
| -------------------- | ---------------------------------- | ----------------------- | ----------------------- | ----------------------- | ----------------------- | ----------------------- | ----------------------- | ------ | ------ | ------------ | ------------ | ------ |
| Tehnični napadi      | Skupno število spletnih incidentov | 325                     | 334                     | 478                     | 763                     | 1250                    | 1513                    | 2060   | 1924   | 2281         | 2300         | 2431   |
| Tehnični napadi      | Vdori v sisteme                    | 32                      | 25                      | 56                      | 93                      | 76                      | 61                      | 32     | 43     | 42           | 36           | 44     |
| Tehnični napadi      | Skeniranje sistema                 | 86                      | 39                      | 44                      | 62                      | 51                      | 43                      | 65     | 65     | 87           | 127          | 75     |
| Tehnični napadi      | Zlonamerna programska oprema       | 18                      | 53                      | 68                      | 126                     | 258                     | 417                     | 438    | 418    | 462          | 430          | 256    |
| Tehnični napadi      | Botnet                             | 9                       | 3                       | 11                      | 12                      | 12                      | 16                      | 13     | 17     | 50           | 16           | 16     |
| Tehnični napadi      | Zavrnitev sistema DDos             | 22                      | 10                      | 18                      | 28                      | 47                      | 76                      | 124    | 94     | 78           | 26           | 22     |
| Tehnični napadi      | Zloraba uporabniškega računa       | Ni zanesljivih podatkov | Ni zanesljivih podatkov | Ni zanesljivih podatkov | 1                       | 9                       | 37                      | 60     | 40     | 60           | 43           | 54     |
| Tehnični napadi      | Napad na aplikacijo                | Ni zanesljivih podatkov | Ni zanesljivih podatkov | Ni zanesljivih podatkov | Ni zanesljivih podatkov | 17                      | 22                      | 33     | 7      | 22           | 41           | 14     |
| Tehnični napadi      | Razobličenje                       | Ni zanesljivih podatkov | Ni zanesljivih podatkov | Ni zanesljivih podatkov | Ni zanesljivih podatkov | 125                     | 80                      | 167    | 33     | 13           | 20           | 0      |
| Goljufije, prevare   | Kraja identitete                   | Ni zanesljivih podatkov | Ni zanesljivih podatkov | 10                      | 52                      | 67                      | 56                      | 77     | 70     | 103          | 106          | 62     |
| Goljufije, prevare   | Goljufija                          | 5                       | 24                      | 26                      | 89                      | 161                     | 210                     | 309    | 322    | 354          | 392          |        |
| Goljufije, prevare   | Nigerijska prevara                 | Ni zanesljivih podatkov | Ni zanesljivih podatkov | Ni zanesljivih podatkov | Ni zanesljivih podatkov | Ni zanesljivih podatkov | Ni zanesljivih podatkov | 38     | 26     | 73           | 119          | 85     |
| Goljufije, prevare   | Spam                               | 21                      | 22                      | 36                      | 25                      | 74                      | 50                      | 63     | 112    | 140          | 80           | 100    |
| Goljufije, prevare   | Phishing spletne strani            | 23                      | 38                      | 50                      | 61                      | 139                     | 209                     | 279    | 283    | 296          | 222          | 224    |
| Vir                  | Vir                                | [ 36 ] [ 37 ]           | [ 36 ] [ 37 ]           | [ 36 ] [ 37 ]           | [ 36 ] [ 37 ]           | [ 36 ] [ 37 ]           | [ 38 ]                  | [ 39 ] | [ 40 ] | [ 41 ] [ e ] | [ 41 ] [ e ] | [ 42 ] |

## Zgodovina kibernetskega kriminala

### 1990 – 2000
Republika Slovenija je 27. novembra 1991 na Institutu Jožef Stefan vzpostavila prvo internetno povezavo. Prve primere kibernetskega kriminala je policija  v Sloveniji zasledila že leta 1993. SI-CERT je bil kot nosilec kibernetske varnosti Republike Slovenije ustanovljen leta 1995. 
Kibernetski kriminal se je v večjem obsegu v Sloveniji prvič pojavil leta 1996 v obliki najemanja hekerjev kot honorarnih delavcev na območju Maribora. V istem letu je senat Univerze v Ljubljani prejel grozilno pismo dekana fakultete, katerega je poslal študent preko njegovega računa. 
Leta 1998 SICERT odkrije ilegalno pridobljena gesla uporabnikov računalnika ameriške mornarice, leto kasneje pri SiOLu zaradi plačilne politike izbruhne preprodaja gesel ter uporabniških računov. Istega leta so v Sloveniji zaznali tudi prve napade onemogočanja (angleško Denial Of Service, DOS). Istega leta je bilo več računalnikov okuženih s trojanskima konjema NetBus ter BackOffice.

#### Kraja gesel na Siolu
Maja 1998 je oseba s psevdonimom Rihard Levjesrčni pri ponudniku spletnega prostora objavila kritiko z naslovom »ZASTONJ INTERNET ali ZAKAJ MORAM SIOL-u PLACATI 35000 SIT« in poleg objavil 230 med seboj pomešanih uporabniških imen ter gesel. Po besedah takratnega direktorja, Mirana Krambergerja, so bili podatki nepoškodovani, do njih pa je Levjesrčni prišel s programom, ki se je lažno izdajal za e-poštni predal. Preko strežnika v ZDA so prodajali gesla in račune v vrednosti 2000 SIT (približno 8,4 evra leta 2023). Zaradi neukrepanja proizvajalca opreme[katere] so bili sistemski administratorji primorani napisati programe za aktivno zavračanje interneta računalnikom s preprodanimi računi. Varnostni incident je povzročil 17,5 milijona tolarjev škode (približno 73.000 evrov leta 2023). Vdora v računalniški sistem so bili osumljeni štirje dijaki in študenti. Incident je tudi pokazal na večje luknje v takratni slovenski zakonodaji in standardih. Levjesrčni sicer ni imel kriminalnih namenov, ujeli pa so ga šele po dveh tednih. Levjesrčnega so kasneje, po Siolovi napovedi odprave napak, povabili v prostore Siola za preizkus sistema. V tega je vdrl v nekaj sekundah.

#### Krivice zapisane v slovenski ustavi
Eden izmed prvih množičnih pošiljanj nekomercialne pošte se je zgodil 18. januarja 1999, ko je anonimni uporabnik pod psevdonimom Vojaški obveznik na približno 46.000 slovenskih elektronskih poštnih naslovov poslal več kritik z naslovom Krivice zapisane v slovenski ustavi[brez vejice]. Skliceval se je na posamezne člene Ustave Republike Slovenije (specifično 14., 32. in 53. člen) in člene Zakona o vojaški dolžnosti (ZVojD), saj naj bi ti bili po Ustavi RS diskriminatorni do žensk. Elektronsko pismo je bilo poslano več slovenskim medijem, političnim strankam, vladnim telesom ter radijskim in televizijskim postajam. V pismu je tudi napovedal vložitev ustavne pritožbe, ki pa kasneje ni bila pravilno vložena. Elektronske naslove naj bi dobil od nekoga tretjega, čeprav naj bi te domnevno nabral s pomočjo programa ali USENET skupin.

### 2000–2010
Leto 2000 je medijsko zaznamoval črv I love you, v Sloveniji se je zvrstilo večje število onemogočanj. SICERT se pridruži FIRST (Forum of Incident Response and Security Teams, Forum odzivnih ekip). 
Leta 2001 so se v Sloveniji pričela prva razobličenja strani in uporaba t.i. »korenskih kompletov« (angleško rootkit), zamaskiranih programov za dostopanje v neavtorizirane predele računalnika. 
Leta 2003 je kiberkriminalcem zaradi varnostnih pomanjkljivosti elektronske pošte PINE uspelo pridobiti seznam uporabnikov domene arnes.guest.si, ta je bila k sreči brez gesel in imen. Istega leta je internet prizadel računalniški črv W32.SQLExp (Slammer), ta je pustil posledice tudi v Sloveniji; predvsem na dostopnosti internetnih storitev. V naslednjem letu je s sodelovanjem več hekerskih skupin uspel vdor v domenske strežnike SiOLa, napad ohromi vse njegove uporabnike. V tem letu se pojavi tudi spletno ribarjenje (angleško phishing), naslednje leto tuja spletna stran kaže lažne povezave na spletišča slovenskih bank. 
Leta 2004 se je pri več uporabnikih Telekoma pojavil visok račun za opravljene telefonske klice, krivec so bili t.i. »dialler« programi, ki so vzpostavljali mednarodne klice. Februarja 2004 je slovenska računalniška omrežja napadel tudi Mydoom, ta je dnevno dostavil okrog 250.000 sporočil slovenskim uporabnikom, kar je takrat znašalo okrog 25% Arnesovega in 20 do 30% Siolovega prometa.
Leta 2005 so slovenski hekerji v slovenske računalnike vidrali s surovo silo (angleško brute force) preko Secure Shell protokola, policija opravi 20 hišnih preiskav. S pomočjo SICERT analize programske kode botneta, ki je okužil več spletišč ameriških medijev tudi s slovenskih računalnikov, FBI leta 2007 prime Bruca Raisleyja. S prejetjem prvega predsedovanja Evropski uniji leta 2008 je več virusov, ki so krožili po državni upravi, izviralo na Kitajskem. 
2009 je bilo tudi v Sloveniji zaznamovano z napadi črva Conficker na finančnem ministrstvu RS ter trojanskim konjem ZEUSom. V Sloveniji je študent pod vzdevkom »Iserdo« izdelal botnet program Mariposa, ki je bil kasneje prodan španskemu podjetju.
Leta 2010 se je na slovenskem Facebooku razširil črv, Policija opravi aretacijo. V obdobju od 2009 do 2011 je bilo 11 pravnomočnih obsodb zaradi kibernetskega kriminala, najdaljša kazen je bila šestmesečni zapor. Januarja 2010 je Državni zbor RS sprejel zakon, ki spletnim stranem prepoveduje povezovanje na spletne strani igralniških ponudnikov, ki nimajo licence za obratovanje na ozemlju RS.

#### Vdor v strežnik ginekološke klinike
Leta 2000 je napadalec z novo formatiranim računalnikom v nočnem času vdrl v strežnik ene izmed slovenskih zdravstvenih ustanov, domnevno ginekološke klinike. Po skeniranju računalnika za varnostnimi luknjami si je ta z orodji pridobil administratorske pravice. S strežnika je skopiral več datotek, nekaj dnevnikov je tudi izbrisal, pridobil pa je tudi sezname pacientov z njihovimi osebnimi podatki in EMŠO številkami. Sledila je prijava na policijo, storilec je bil obsojen na krajšo pogojno zaporno kazen.

#### NLB Klik
Leta 2002 je Kranjčan Robert Škulj izdelal program, ki je z izkoristkom varnostne luknje lahko vdrl v takratni plačilni sistem Klik banke NLB. Škulj je program, z rešitvijo vred banki ponudil v odkup za pol milijona evrov. Banka ga je prijavila policiji, ta mu je program zasedla. Ta je napovedal tožbe proti NLB, državi in Microsoftu v vrednosti 200 milijonov tolarjev (834.585 evrov leta 2023) ter jih tudi nepravnomočno dobil. Škulj je avgusta leta 2003 storil samomor, tako on kot njegovo dekle pa sta imela zaradi programa težave na delovnem mestu. Škuljeva programska oprema v nasprotju s prepričanji NLB ni bila zlonamerna, saj je ta preko Internet Explorerja zaobšel varnostne mehanizme banke. Program naj ne bi bil tipičen virusni program, saj bi ga uporabnik pognal sam in bi ta predstavljal skriptno priredbo programskih ukazov oz. ključnih besed.

#### Vdor v strežnik Worlds.com
Napad na strežnik Worlds.com, ki je sicer spletna stran za igričarje, se je zgodil leta 2003, domnevno preko Siolovih in Arnesovih računov. Primer je bil prijavljen Interpolu, prav tako pa je bil med prvimi primeri kibernetskega kriminala, ki so dobili sodni epilog. Mladoletni storilec je bil sicer oproščen. Na napaden strežnik je namestil dva programa, kriminalisti pa so še več programov odkrili na njegovem osebnem računalniku. Izvedenec je sicer dejal, da nameščena programska oprema ne zadošča za DOS napad (denial of service, slovensko zavrnitev storitve).

#### Reci NE NATO
Skupina anonimnežev, ki je nasprotovala vključitvi Slovenije v zvezo NATO leta 2004, je poleg lepljenja plakatov in lastne spletne strani svoje mnenje izražala tudi preko elektronske pošte. Ti naj bi bili poslani vidnejšim osebam v takratni slovenski politiki, medijem in nevladnim organizacijam. Kasneje je skupina imela težave z zagotavljanjem internetne povezave, saj jo jim je takratni internetni ponudnik po interni naročniški pogodbi prekinil. V času razpošiljanja pošte ZVPot-A sicer še ni stopil v veljavo. Aktivisti so se kasneje razdelili, saj je frakcija menila, da »so ostali pripadniki navadne pičke«, frakcija pa je razširila plakate z lažnimi podatki. Proti frakciji je bila vložena kazenska ovadba.

#### Mariposa
V Sloveniji je takrat študent Matjaž Škorjanc, znan pod psevdonimom »Iserdo«, leta 2009 izdelal virus Mariposa, ki je po prodaji španskemu podjetju po celem svetu okužil 13 milijonov računalnikov ter pri tem zbiral bančne uporabniške račune ter druge bančne podatke uporabnikov okuženih računalnikov. Eden izmed glavnih avtorjev programa je bil Matjaž Škorjanc, tudi kasnejši snovalec podjetja za rudarjenje kriptovalut NiceHash. Slovenska policija ga je prvič aretirala 18. julija 2010, a je bil izpuščen zaradi pomanjkanja dokazov, vendar je bil oktobra 2011 ponovno aretiran. Decembra 2013 je bil obsojen na 4 leta in 10 mesecev zaporne kazni in plačilo 3000 evrov kazni zaradi snovanja zlonamernega programa za nepooblaščen vdor v informacijski sistem, pomoč pri izvršitvi kaznivega dejanja in pranju denarja. Policija je zasegla njegovo lastnino, ki so jo je pridobil med storitvijo kaznivega dejanja. Leta 2015 je bila denarna kazen zvišana na 25.000 evrov.
Junija 2019 je FBI po ponovnem odprtju primera spet izdal nalog za prijetje štirih osumljencev: Škorjanca, Srba Mentorja Leniqija iz Gorišnice, Španca Florencia Carra Ruiza in Američana Thomasa McCormicka, ki je takrat že bil aretiran. Obtoženi so bili vodenja hekerskega foruma Darkode, s katerim naj bi povzročili 4,5 milijonov dolarjev škode. Po odločitvi nemškega sodišča Škorjanec ni bil izročen ZDA.

### 2010–2020
Marca 2012 je skupina Anonimnih iz vladnega strežnika nezakonito pridobila več notranjih IP naslovov, osebne podatke zaposlenih in podatke preklicanih podatkov.
Leta 2016 je bilo na mednarodni Jadranski konferenci RISK v Laškem izpostavljena sprememba trendov napadov, ti namreč niso več osredotočeni samo na krajo podatkov, marveč tudi uničenje poslovanja in organizacij. Maja je bil v Ljubljani podpisan memorandum o sodelovanju med Natom in Slovenijo na področju kibernetike. Junija 2016 je 18-letni Ljubljančan preko virusnega programa, ki je nadzoroval oškodovančevo spletno kamero, snemal svoje žrtve, pri izvršitvi pa mu je pomagal 17-letni Postonjčan. Policija je identificirala 14 oškodovancev.
Maja 2017 je bil z enim najhujših virusov WannaCry napaden Renault, posledice so čutili tudi v Revozu, saj sta obstali dve izmeni, neizdelanih je bilo 400 avtomobilov. Oktobra so bile po več napadih na banke po svetu napadene tudi slovenske. Izvršen je bil DDoS (distribuirana zavrnitev storitve, angleško Distributed Denial of Service attack) na Gorenjsko banko, Abanko in NKBM, njihove spletne strani so bile zaradi obremenjenosti krajši čas težje dostopne. Decembra 2017 je bilo napadeno slovensko podjetje NiceHash, specializirano za rudarjenje kriptovalut. Ukradenih naj bi bilo za približno 56 milijonov evrov. Istega leta je SICERT poleg WannaCry napadov zabeležil tudi 2 napada izsiljevalskega virusa Petya (od siceršnjih 100.000 napadov v Evropi)
Leto 2018 sta Slovenijo zaznamovale ljubezenske ter direktorske prevare, za slednje je SICERT prejel trikrat več prijav kakor leto poprej. NKBM je poročala, da je 14 Slovencev skupaj nakazalo več kot 200.000 evrov, nakazana so bila v Turčijo. V direktorskih prevarah oz. plačilih lažno izdanih računov pa so slovenska podjetja v javno znanih poročilih skupno izgubila 74.000 evrov. V istem letu je na slovenski spletni tržnici Bolha.si zaokrožil oglas o kupovanju psov, za katerega je bil potrjen namen goljufije, zaokrožila so tudi sporočila, za katera se je pošiljatelj izdajal, da je DARS; v ozadju sporočila pa se je skrival bančniški trojanski konj. Telekom je tega leta predstavil Operativni center kibernetske varnosti.
Junija 2019 se je zgodilo več spletnih izsiljevanj, kjer naj bi ti izsiljevalci vdrli v računalnik in te posneli med obiski pornografskih spletnih strani ali samozadovoljevanjem. V zameno za plačilo v bitcoinih (njihov naslov sledi v Afriko) oziroma 720 evrov, kriminalci posnetkov ne bi objavili. Slovenci so goljufiji skupno nakazali 0,623 bitcoina. Hekerji so Facebooku ukradli približno 500 milijonov uporabniških računov, od tega je bilo približno 230.000 slovenskih. Hekerji so od 2900 računov pridobili tako tel. številko kakor e-naslov. SICERT je kasneje pojasnil, da je ogroženih le 110.000 računov, saj jih je drugih 120.000 pomešanih.
Leta 2020 je Operativni center kibernetske varnosti Telekoma Slovenije zaznal 60% porast incidentov, leto pa je zaradi pandemije koronavirusne bolezni 2019 zaznamovala večja izpostavljenost nevarnostim ob delu na daljavo; predvsem izsiljevanjem in napadom prek SMS in elektronskih sporočil. Junija 2020 je bilo več slovenskih politikov (med drugimi Milan Brglez, Tanja Fajon, Marjan Šarec in Romana Tomc) tarča kibernetskih napadov, ki so ciljali na Facebook ali Twitter račune. Avgusta istega leta sta slovenski zunanji minister Anže Logar in ameriški podpredsednik Mike Pompeo podpisala izjavo o varnosti omrežij 5G. 28. avgusta je slovenski del Anonymousa na Twitterju objavil povezavo do podatkovne baze z zaupnimi osebnimi podatki uporabnikov ter administratorjev slovenskega novičarskega portala Nova24TV. Njihov namen je bil škodovati desnici. Po navedbah Nove24TV je šlo za staro različico varnostne kopije, da je skupina objavila potvorjene podatke in da skupina v njene strežnike ni vdrla.

#### Razkritje zaprtih sej slovenske vlade
3. decembra 2011 so bili na platformi YouTube na kanalu Stari obrazi neznanega lastnika objavljeni trije posnetki zaprtih sej vlade RS z 31. januarja 2008, 23. aprila in 30. aprila 2009. Posnetki so vključevali tako slikovni kot zvočni zapis. Prvi posnetek je prikazoval pogovor med Janšinima ministroma Andrejem Vizjakom in Mojco Kucler Dolinar o plačah sodnikov. Druga dva posnetka kažeta Pahorjevega zunanjega ministra Samuela Žbogarja, ki govori o pritiskih Evropske Unije ob slovenski blokadi hrvaškega vstopa v zvezo in govor notranje ministrice Katarine Kresal o nakupu vodnih topov za slovensko policijo. Seje so potekale v Vladni in predsedniški palači, snemalni studio pa je bil povezan s kablom do stavbe, oddaljene okrog 200 m. Anomalij o prestrezanju podatkov ni bilo moč zaznati. 9. decembra je slovenska policija pričela s preiskavo. Kasneje se je izkazalo, da so bili posnetki odtujeni v snemalni sobi, ki je uporabljala sistem Spectiva, in je bilo povezano s človeškim dejavnikom. Po informacijah sistemskega administratorja so pooblastila za dostop do Spective imeli Janez Janša, Božo Predalič in Milan Civkl. Predalič je dejal, da je sistem uporabil morda dvakrat in da na Pahorjevih sejah ni imel možnosti tovrstnega dostopa, Cvikl pa je sam zahteval odstranitev, saj se mu je sistem zdel odvečen in nevaren. Po navedbah informacijske pooblaščenke Nataše Pirc Musar so bili ukrepi za zaščito podatkov neustrezni, ti niso imeli ustreznih sledilnih in revizijskih oznak. Zakon o varovanju osebnih podatkov ni bil kršen. Septembra 2012 policijski postopek še ni bil zaključen. YoTube je posnetke s platforme prvič odstranil 15. decembra po zahtevku s strani slovenske vlade, a so se nato spet pojavili. YouTube jih je odstranil v manj kot 24 urah.

#### Goldie
Leta 2012 je bilo z dveh transakcijskih računov mariborskega podjetja odtujenih približno 300.000 evrov, ti so bili nakazani tujki, ki naj bi domnevno prišla v Slovenijo. SICERT je v času incidenta prejel več prijav bank o sporočilih o neplačanih dajatvah ipd. Sporočila so ciljala specifično na slovenska srednja in mala podjetja, ki so uporabljala spletne banke z avtentifikacijo pametne kartice, nepridipravi so opravili za 1.466.000 evrov transakcij. Te so nakazovali t.i. »bančnim mulam«, ki so denar dvigali. Pred zasačitvijo dejanja je mulam uspelo dvigniti 900.000 evrov. Storilci so žrtve iskali preko iskalnika Bizi.si, saj je ta nudil vse potrebne finančne podatke. E-sporočila so se skozi čas razvijala, saj so postajala vse bolj nasedljiva in slogovno dovršena. Storilec je sicer uporabljal VPN, vendar ga je posodabljal v napačnem vrstnem redu in tako je Policija prišla do njegovega IP naslova. Storilec Sebastijan Miheličič (alas Goldie) je bil osumljen 32 dejanj vdora v spletne banke. Goldie naj bi bil povzročitelj največjega vdora v elektronske račune v Sloveniji. Pri njem so našli tudi USB ključ z zlonamerno kodo, tega naj bi, po lastnih navedbah, dobil v Sarajevu. Trenutno služi zaporno kazen v zaporu Dob.

#### NiceHash
NiceHash je slovenska mednarodna platforma za prodajalce in kupce računalniških moči za potrebe kriptorudarjenja. 6. decembra 2017 ob 3.24 je hekerski napad izven meja Evropske unije s pomočjo več kot 500.000 uporabniških računov ukradel okrog 4700 bitcoinov, kar znaša okrog 56 milijonov evrov. Napad je bitcoine prenesel v drugo kriptodenarnico, katere lastnik ni znan. Prizadet je bil plačni sistem, v naslednjih 24 urah so zaustavili vse operacije. Finančno škodo je podjetje povrnilo leta 2020. V medijih so se pojavili sumi, da je NiceHash okradel njegov lastnik in znani heker Matjaž Škorjanc, vendar je to njegov oče zanikal. Škorjanc je 21. decembra 2017 odstopil z direktorskega mesta. 17. februarja 2021 je bila krivda pripisana severnokorejski hekerski združbi.

### Od 2020
V začetku 2020 so se v Sloveniji pojavila SMS sporočila, ki so zahtevala plačilo v bitcoinih. Podoben scenarij se je decembra pripetil tudi Pošti Slovenije, kjer so prevaranti preko SMS sporočil za prevzem paketa zahtevali prijavo na lažno spletno stran in predplačilo. Na to-letnem Blejskem strateškem forumu je bil precejšen del programa namenjen tudi kibernetiki, predvsem v povezavi z pandemijo koronavirusa.
Maja 2021 je po spletu zaokrožila preprodana datoteka 110.178 telefonskih številk, imen in priimkov, rojstnih datumov, elektronskih naslovov ter naslovov Slovencev, ki so bili Facebooku ukradeni že leta 2019 (skupaj je bilo v napadu prizadetih okrog pol milijarde uporabnikov iz 106 držav). Prizadet naj bi bil vsak deseti slovenski uporabnik Facebooka. 24. maja je do vdora prišlo tudi na portalu pravno informacijskega sistema Republike Slovenije (PISRS). Do vdora je prišlo preko programsko nevzdrževanega in nevarnega Apache Solr. 31. maja je vlada podpisala pogodbo o prenovi portala. Avgusta 2021 je Zavod za gradbeništvo (ZAG) postal žrtev prevare, v kateri so izgubili 234.000 evrov. V incidentu so bili glavni faktorji prestrezanje elektronske pošte in lažna komunikacija, saj je ZAG denar poslal prevarantu namesto makedonskemu Inštitutu za civilni inženiring (CEIG). Prevarantski račun je bil odprt na Švedskem. 18. oktobra 2021 je ljubljansko okrajno sodišče vložilo tožbo (po že več tovrstnih tožbah v drugih državah) 99 tožnikov proti Applu zaradi domnevnega upočasnjevanja telefonov IPhone 6 in 7. Najpogostejša prevara v letu 2021 je bila v povezavi z dostavnimi službami (žrtev pred prevzemom paketa plača manjši znesek) ali spletnimi prodajalci (na Bolhi ali Facebooku). Skupna višina oškodovanj v prijavljenih goljufijah za leto 2021 znaša več kot 12 milijonov evrov.
11. januarja 2022 so nepridipravi ustvarili lažno stran eAsistent ter preko nje ukradli podatke več učiteljev. Programje eAsistenta ni bilo ogroženo, vse spreminjanje podatkov (v npr. e-redovalnicah) pa je po lastnih navedbah sledljivo. Pozneje istega meseca se je na Instagramu pojavilo od 5 do 7 računov, ki so delili kompromitirane oz. prirejene vsebine šolskih dnevnikov. V noči na 8. februar 2022 so zaenkrat neznani nepridipravi vdrli v računalniške sisteme Pro Plus. Zaradi vdora je odpadla oddaja naslednjega dne, internetne storitve pa so potekale nemoteno. Hekerji so se dokopali do zaupnih poslovnih informacij, med drugim tudi podatke o oddajah, poslovanju in kadrovanju. Napad je nevede sprožil eden izmed zaposlenih z odprtjem kompromitiranega e-poštnega sporočila. Od februarja 2022 z napadom Rusije na Ukrajino obstaja povečana možnost kibernetskih napadov tudi pri nas, SICERT in URSIV sta zabeležila povečano število prijavljenih incidentov ter DDoS napadov. 17. avgusta je URSIV doživel napad z izsiljevalskim virusom zaradi dostopa VPN na računalniku zaposlenega ter splošnega slabega vzdrževanja informacijskega sistema. Novembra 2022 je bilo med 500 milijoni nezakonito objavljenimi telefonskimi številkami na platformi Whatsapp tudi 230.000 slovenskih telefonskih številk.
6. aprila 2023 je Ministrstvo za zunanje zadeve Republike Slovenije doživelo zunanji kibernetski napad, ki je sicer prizadel več tovrstnih institucij v državah članicah Evropske Unije. Napad z dolgotrajnim virusnim napadom, ki je trajal en mesec, naj bi izvršila kitajska hekerska skupina APT15 (oz. Vixen Panda), ki so jo zanimali dokumenti o slovensko-kitajski politiki, dostop pa naj bi imeli tudi do depeš. Skupina, ki je danes ena najbolj dejavnih tovrstnih organizacij in varnostnih groženj, je uporabljala napredne tehnike in je imela verjetno državno pomoč, sicer pa je povezana z Ljudsko kitajsko armado. Njihov napad so razkrili preko napadalnega strežnik, vdor v slovenske strežnike pa je zaznalo ministrstvo samo s podizvajalci. Sistem so izključili in je nato prešlo v fazo čiščenja. Po objavi poročila o napadu so sklicali sejo odbora za zunanjo politiko in sejo sveta za nacionalno varnost. Napad ni bil povezan s slovensko kandidaturo v Varnostnem svetu OZN. 23. novembra 2023 je prišlo do klasičnega vdora v sistem Holding slovenskih elektrarn, ki je zaklenil datoteke. Prizadeti so bili sistemi nekaterih elektrarn ter velenjskega premogovnika, več strani je bilo nedostopnih, oskrba države z električno energijo pa je bila nemotena. Odgovornost za napad je prevzela hekerska skupina Rhysida, ki je za odkup ukradenih informacij na temnem spletu zahtevala 20 bitcoinov, a je HSE ponudbo zavrnil, saj da niso ukradli pomembnih podatkov. V drugi polovici leta 2023 so v Znanstveno-tehnološkem parku Univerze v Podgorici v Črni gori vzpostavili regijski center za kibernetsko zmogljivost, pri vzpostavitvi katerega je sodelovala tudi Slovenija. Leta 2023 je SICERT zaznal 150 investicijskih prevar, kar je največ dosedaj, s povprečno 40.000 evri škode.
Januarja 2024 je bila razkrita zbirka ukradenih uporabniških imen, gesel in email naslovov s 26 miljardami vnosov, med njimi so bile tudi spletne strani, ki so sicer popularne v Sloveniji. 27. marca 2024 je zaradi slovenske podpore češkega predloga o dobavi streliva velikega kalibra Ukrajini proruska kibernetska skupina Cyber Army of Russia Reborn z DDoS napadi napadli strani predsednice republike Slovenije, nato več strani domene .gov.si ter portal SI-TRUST, ki skrbi za digitalna potrdila slovenskih državljanov. Odzval se je sistem za kibernetsko obrambo, zaradi česar so bile nekatere vladne strani nekaj časa nedostopne, na infrastrukturi pa so nastajale nekatere motnje, ki so jih pristojne oblasti odpravile.

#### Log4j
V Javanski knjižnici za datotečne zapise programske opreme Log4j je bila novembra 2021 odkrita ena največjih kritičnih ranljivosti. Temeljila je na izvajanju poljubne programske opreme na ranljivem sistemu preko dveh strežniških protokolov. Napaka je v danem trenutku ogrozila več deset milijonov računalnikov in računalniških sistemov na svetu, med drugim tudi programsko opremo multinacionalk (npr. Microsoft, Oracle, Amazon, IBM, itd.). Urad Vlade RS za informacijsko varnost je 6. marca razglasil stanje povečane ogroženosti, preklical jo je 7. aprila.

## Druge oblike kibernetskega kriminala

### Spletno piratstvo
V Sloveniji med piratstvom (oz. neupravičeno izkoriščanje avtorskega dela) ločimo glasbeno, računalniško piratstvo in ponarejanje tržnih znamk. Ta za slovenske razmere največkrat predstavlja nezakonito razpečevanje glasbenih zapisov (bodisi presnemovanje CD bodisi snemanje MP3 zapisov) ter licenčno piratstvo, kjer ena pravna oseba z eno licenco (za licencirani program) razpolaga na več računalnikih. Zaradi težav pri dokazovanju piratstva v postopkih sodelujejo tudi Ministrstvo za kulturo, Urad za intelektualno lastnino, Slovenska avtorska agencija ter druge. Prekrške Policija obravnava po službeni lastnosti, za nadzor nad izvajanjem ZASP pa je zadolžen tržni inšpektorat RS. Slovenska Policija je med leti 1995 in 1997 preiskala 29 primerov piratstva, največ storilcev je bilo moških.

### Kibernetsko ustrahovanje

#### Oblike kibernetskega ustrahovanja
Z razširitvijo interneta, spletnih klepetalnic ter socialnih omrežij se je razširilo tudi kibernetsko ustrahovanje oziroma nasilje, kjer je v nasprotju s konvencionalnim ustrahovanjem storilec anonimen ter neizenačen položaj storilca in žrtve. Kibernetsko nasilje zajema več pojavnih oblik, med drugimi očrnitev, poosebitev, prevaro (občasno tudi grooming oz. izkoriščevalsko napeljevanje žrtve k delitvi zasebnih fotografij), izključevanje, nadlegovanje ter seksting (objavljanje posnetkov z prikazanimi golimi deli telesa, pogosto v obliki komunikacije med fantom in dekletom), spletne spolne zlorabe (te se lahko razvijejo iz sekstinga) ter sovražni govor in žaljenje. Posredovanje, prikazovanje, izdelovanje in posedovanje otroške pornografije je kaznovano po 176. členu Kazenskega zakonika z zaporno dobo od 6 do 8 mesecev; če pa je oseba odrasla se lahko izsiljevalca kaznuje po 213. členu (izsiljevanje) ali 138. členu (neupravičeno slikovno snemanje) Kazenskega zakonika.

#### Spletne spolne zlorabe otrok v Sloveniji
Otroci so ena najranljivejših skupin uporabnikov interneta. Pogostost groominga, sekstinga in ostalih spolnih zlorab raste sorazmerno s starostjo otrok, spletno ustrahovanje je v Sloveniji v raziskavi iz leta 2011 namreč izkusilo vsako deseto dekle, ki je staro od 13 do 16 let. Slednje oblike izsiljevanj so v Sloveniji pogostejše od leta 2015. V treh letih (2020, 2021, 2022) je slovenska policija zasegla okrog 111.000 medijskih datotek z otroško pornografijo ter pri tem identificirali 57 slovenskih otrok. Leta 2020 je policija obravnavala 150, leta 2021 pa 176 tovrstnih incidentov. Preiskanost incidentov je visoka, ta znaša med 77 in 95 odstotki.

#### Primeri kibernetskega ustrahovanja v Sloveniji
Leta 2018 se je v Sloveniji močneje razširilo tudi izsiljevanje z intimnimi posnetki (sextortion, skovanka iz sex in extortion, angleško seks in izsiljevanje). Ta se je pojavil že leta 2015. Žrtve so večinoma moški, ki nasedajo ženskam oz. prevarantom, ki se predstavljajo kakor ženske. Izsiljevalci nato pošljejo seksualni posnetek ter od prejemnika oz. žrtve zahtevajo enako, vendar preko spletne kamere. Prevarant ga kasneje začne izsiljevati za denar z grožnjo javne objave posnetka.
V začetku leta 2021 so slovenski organi pregona razkrili mrežo osmih slovenskih državljanov s potencialnimi pedofilskimi nagnjenji, ki so si tri leta izmenjavali nezakonite posnetke otrok s spolno vsebino. Storilci samih zlorab naj bi bili tujci in zlorabe naj bi se zgodile zunaj Slovenije. Februarja 2021 so slovenski organi pregona s pomočjo tujih informacijskih ponudnikov razkrili mrežo sedmih slovenskih državljanov, ki so si lastili posnetke otroške pornografije.

### Lažna SMS sporočila
Januarja 2017 je SICERT sporočil o več lažnih elektronskih sporočilih. Pošiljatelj se je izdajal za FURS (Finančna uprava Republike Slovenije), v ozadju pa je bil skrit virus.
Junija 2020 je SICERT zaznal dva valova pošiljanja lažnih SMS sporočil o nakupu zaščitne opreme pred koronavirusom. Pošiljatelj se je izdajal za NIJZ. Program, ki ga je sporočilo nosilo pa se je kasneje izkazal za t.i. »keylogger«.
S koncem 2021 so SMS prevare vse pogosteje temeljile na storitvah slovenskih bank (čeprav so se te pojavljale že prej), pri nekaterih je bil cilj sporočila namestitev zlonamernega programa LokiBot. Leta 2021 je slovenska Policija obravnavala 600 primerov prevar.

### Razobličenja slovenskih spletnih strani
Prva razobličenja spletnih strani (napad na spletno stran, ki spremeni obliko ali vsebino) so se pripetila leta 2001. Leta 2001 je bila razobličena stran slovenske Rimokatoliške cerkve. Leta 2003 je bila razobličena stran slovenske politične stranke Nova stranka. Leta 2012 je hektivistična skupina Anonimnih napadla več slovenskih gostiteljev spletnih strani in s tem sesula več spletnih strani (zps.si, obcinaljutomer.si, probanka.info) ter več spletnih strani slovenskih političnih strank.
Od 2017 do avgusta 2021 se je po podatkih Zone-H zgodilo 18.977 prijavljenih razobličenj strani, ki imajo domeno .si, od tega 4.043 z enega IP naslova ter 14.934 masovnih razobličij, vendar ta statistika ne predstavlja vseh, saj je veliko napadov tudi neprijavljenih. Po raziskavi varnostnega podjetja McAfee iz leta 2010 je domena .si sicer deseta najbolj varna domena na svetu.

#### Razobličenje spletnih strani slovenske vlade
2003 je bila odkrita varnostna pomanjkljivost enega izmed sistemov spletne strani davčne uprave. Ta je namesto izvrševanje programske kode spletne strani program poslal in ga prikazal na spletišču. Po pojasnilih pristojnih je bil sistem, strežnik in baza podatkov le testna programska oprema in niso bili nikoli v uporabi.
7. avgusta 2004 je napadalec s psevdonimom »DIabOlaX« razobličil spletno stran slovenske vlade ter na njej pustil politično sporočilo o umaknitvi prenehanju vojne v Iraku in Palestini. Tri dni kasneje se je zgodil podoben scenarij s sporočilom »“ziGGy 0wn$ ur gov. b0x« oziroma »ziGGy owns your govermental box« ali »ziGGy si lasti vaš vladni strežnik«. Vdora sta bila povezana.

## V popularni kulturi
V Evropski uniji v mesecu oktobru poteka vsakoletni evropski mesec kibervarnosti, v Sloveniji ga aktivno promovira projekt Varni na Internetu, ki ga od leta 2011 s financiranjem Ministrstva za izobraževanje organizira SICERT. V Sloveniji se izvajajo tudi programi SAFE.SI, TOM Telefon in Spletno oko, ki jih vodi več inštitutcij, med drugimi ARNES in Fakulteta za družbene vede in Zveza prijateljev mladine, financiran pa je s strani evropskega programa Connect in Ministrstva za izobraževanje. Informacijska varnost se kot visokošolski predmet izvaja tudi na nekaterih fakultetah v Sloveniji, med drugimi na Fakulteti za računalništvo in informatiko v Ljubljani in Fakulteti za varnostne vede v Mariboru.
Leta 2015 je RTV v sodelovanju z SI-CERT ter produkcijsko hišo Sever&Sever posnela 52 minut dolg celovečerni dokumentarni film o slovenskih hekerjih. Režiser je bil Blaž Završnik, scenarista pa Gorazd Božič ter Blaž Završnik. Dokumentarni film je govoril o zgodbah kiberkriminalcev ter kriminalistov in drugih vpletenih oseb.